# Área metropolitana de Toledo (Ohio)
El área metropolitana de Toledo o Área Estadística Metropolitana de Toledo, OH MSA, como la denomina oficialmente la Oficina de Administración y Presupuesto, es un Área Estadística Metropolitana centrada en la ciudad de Toledo, en el estado estadounidense Ohio. Tiene una población de 651.429 habitantes según el Censo de 2010, convirtiéndola en la 81.º área metropolitana más poblada de los Estados Unidos.

## Composición
Los 4 condados del estado de Ohio que componen el área metropolitana, junto con su población según los resultados del censo 2010:
- Fulton – 42.698 habitantes
- Lucas – 441.815 habitantes
- Ottawa – 41.428 habitantes
- Wood – 125.488 habitantes

## Principales comunidades del área metropolitana
Ciudad principal o núcleo
- Toledo (Ohio)